# 汉科乌马山
汉科乌马山（Ancohuma），又译“安科乌马山”，海拔6427米。之前某些地图标注汉科乌马山海拔为7010米，为南美洲最高峰，但后来已被证明是测量错误，是玻利维亚政府为开发旅游业做的虚假宣传。
经纬度：15°54'S,68°30'W，位于玻利维亚西部，西临的的喀喀湖，东距拉巴斯约90公里。耸立在雷亚尔山脉上，与西北的伊延普山并称索拉塔山。